# Klemens Maria Hofbauer
Klemens Maria Hofbauer (Tasovice, districte de Znojmo, Moràvia, 26 de desembre de 1751 - Viena, 15 de març de 1820) fou un prevere austríac, cec, de la Congregació del Santíssim Redemptor, impulsor de la difusió d'aquest orde a Àustria i Polònia. És venerat com a sant per l'Església Catòlica Romana.

## Biografia
Nascut a Tasovice (llavors Tasswitz) en 1751, fou batejat com a Jan Dvorak Hofbauer. Era el novè dels dotze fills de Maria Steer i Paul Hofbauer (realment, Pavel Dvorák, que va canviar el seu cognom morau per l'equivalent alemany "Hofbauer"). De jove es va fer eremita i adoptà el nom de Climent Maria. Admirador de l'espiritualitat i els escrits de sant Alfons Maria de Liguori, ingressà a l'orde redemptorista.
Viu a Varsòvia durant vint anys, aconseguint difondre l'orde, en la que ingressen nombrosos postulants, mitjançant la fundació de noves comunitats, especialment a Polònia, i les missions populars. Exercí una profunda influència en la vida religiosa de l'època, com a representant de la reacció religiosa romàntica que es donà en el primer terç del segle xix, com a resposta a l'anticlericalisme anterior. Contribuí al fet que el josefisme, moviment polític a l'Imperi d'Àustria que volia sotmetre l'Església al poder polític, no s'imposés definitivament.
En 1806, Napoleó I l'expulsa i en dispersa la congregació. Des de la seva residència de Viena, continuarà com a guia espiritual, tant de religiosos com d'intel·lectuals i artistes, ja que, com a Varsòvia, a Viena es va saber envoltar dels millors artistes i músics per a la litúrgia. Hi mor el març de 1820; un mes més tard, a instància del papa Pius VII, l'emperador Francesc I d'Àustria signa el decret autoritzant de nou l'activitat dels redemptoristes.

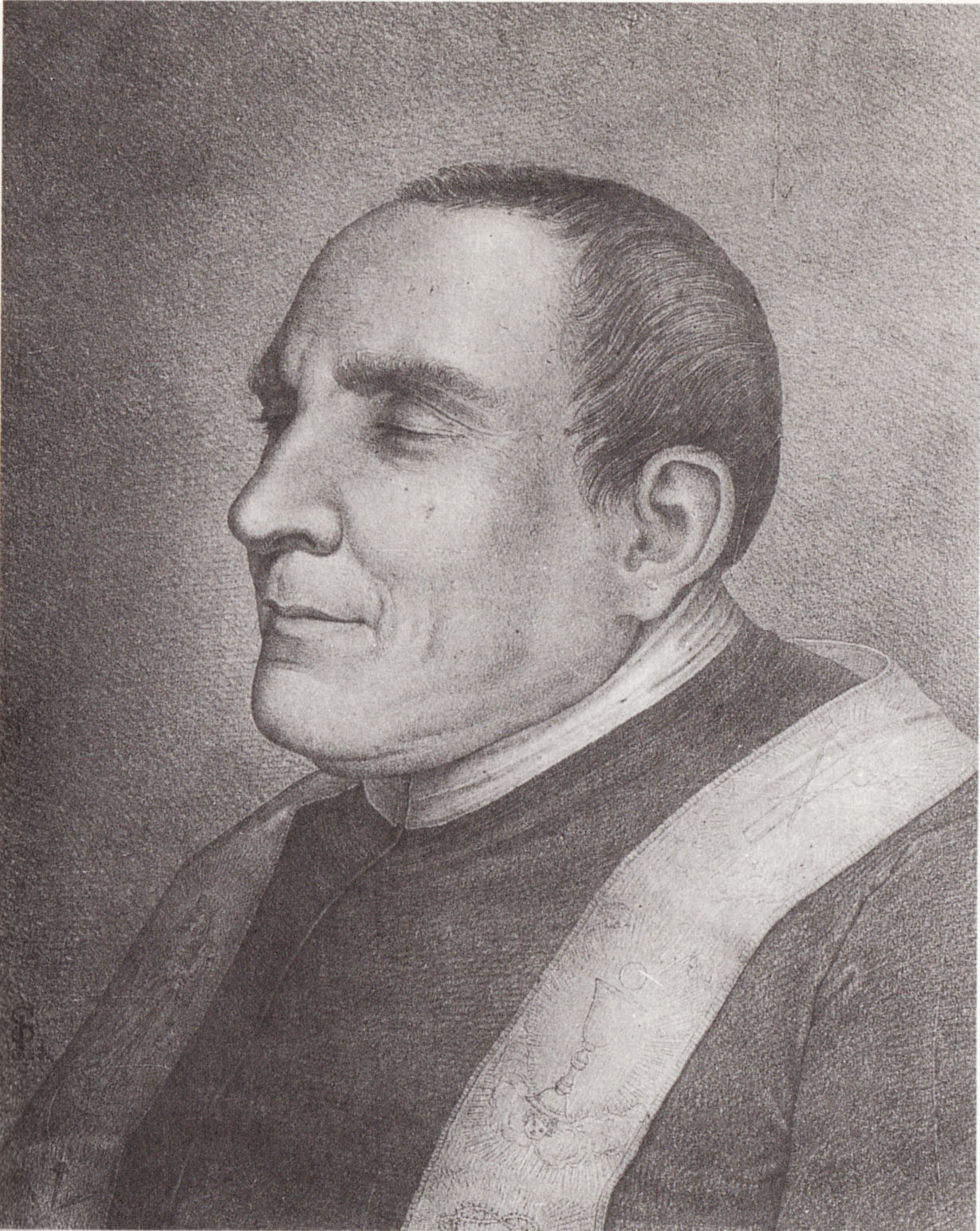
Gravat de P. Rinn
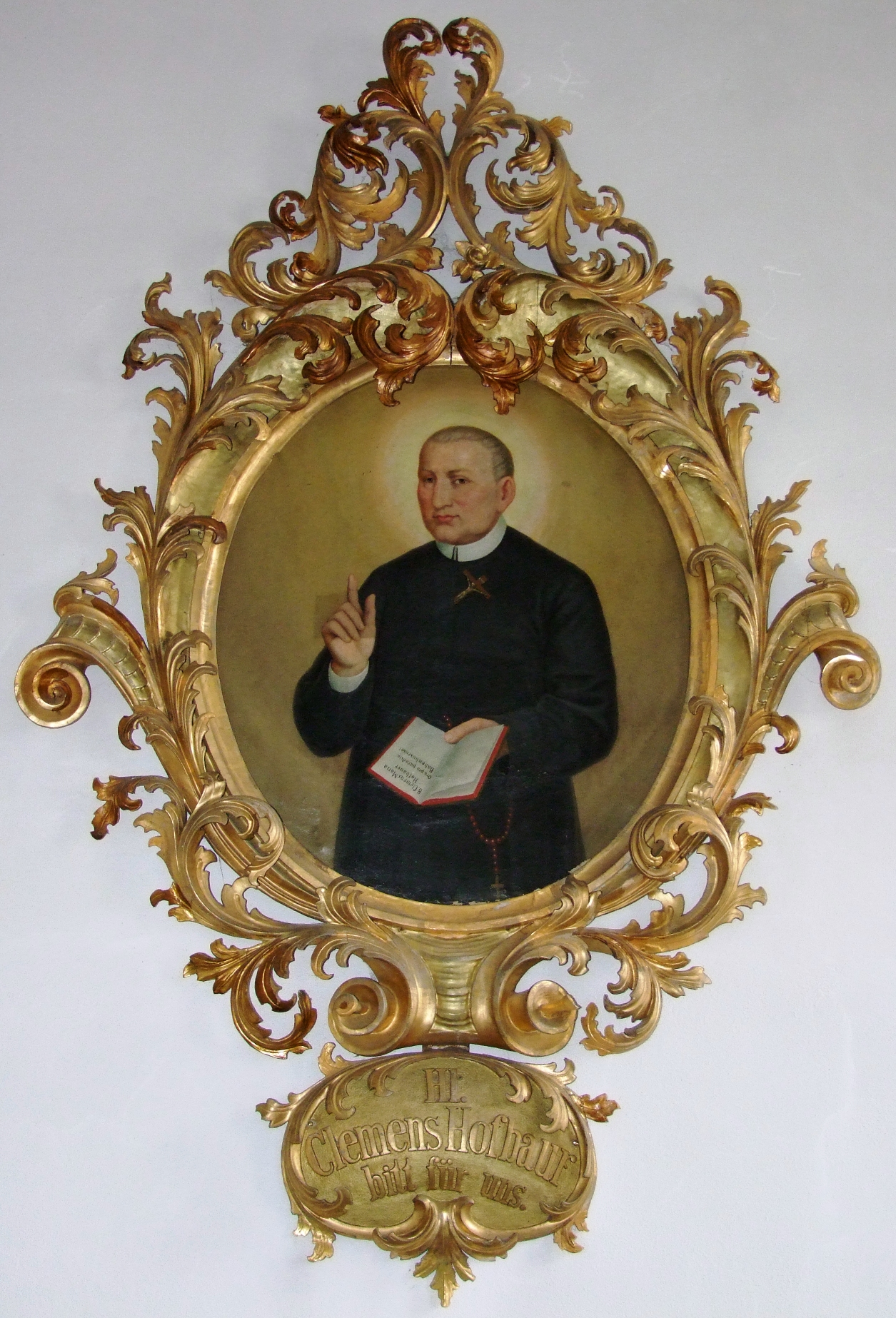
Pintura amb el sant (St. Andreas Babenhausen)
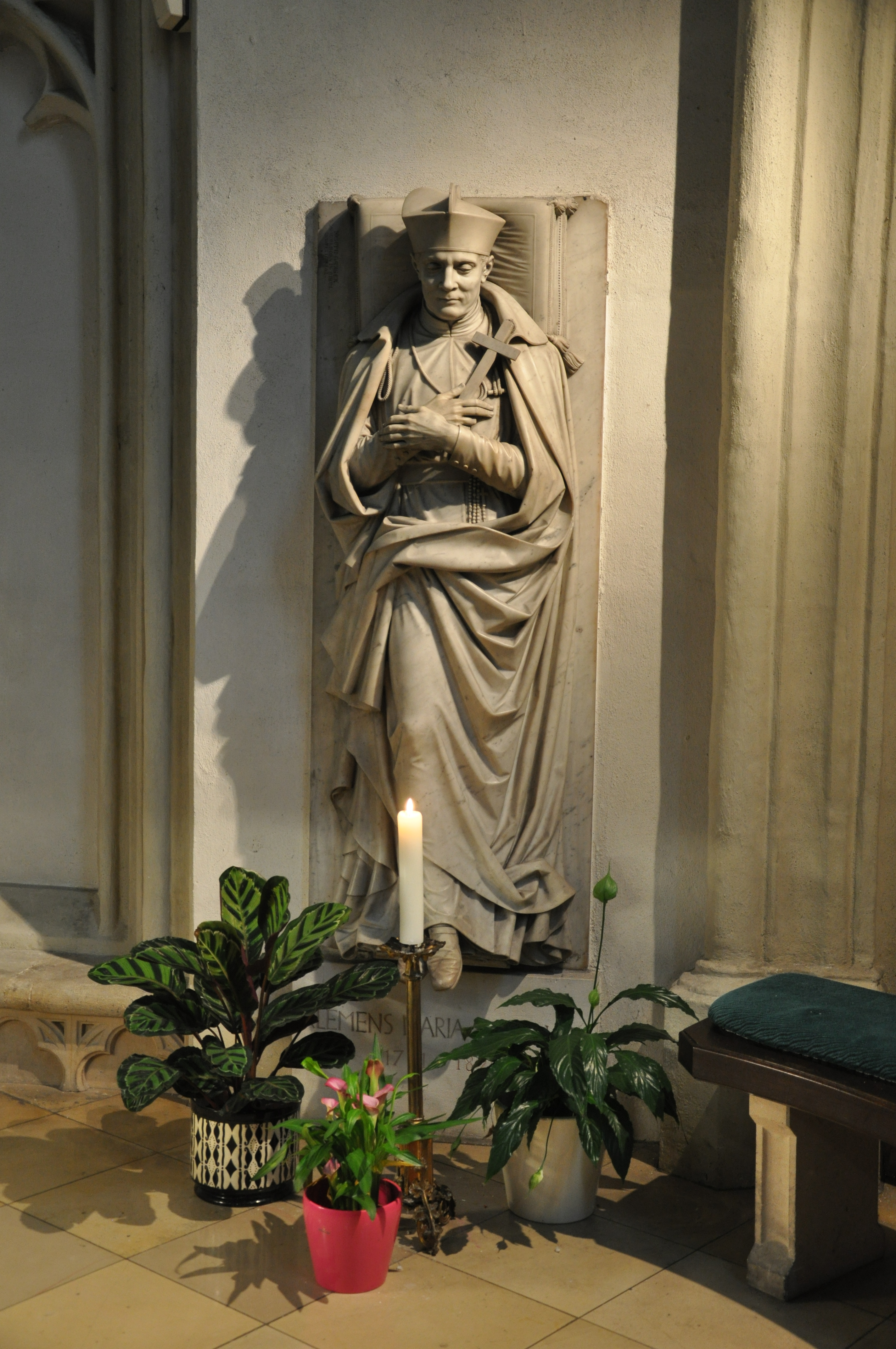
Escultura al cenotafi del sant, per Josef Gasser

## Veneració
Fou beatificat per Lleó XIII el 29 de gener del 1888; el 20 de maig de 1909 fou canonitzat per Pius X, que en 1914 el proclamà sant patró de la ciutat de Viena.

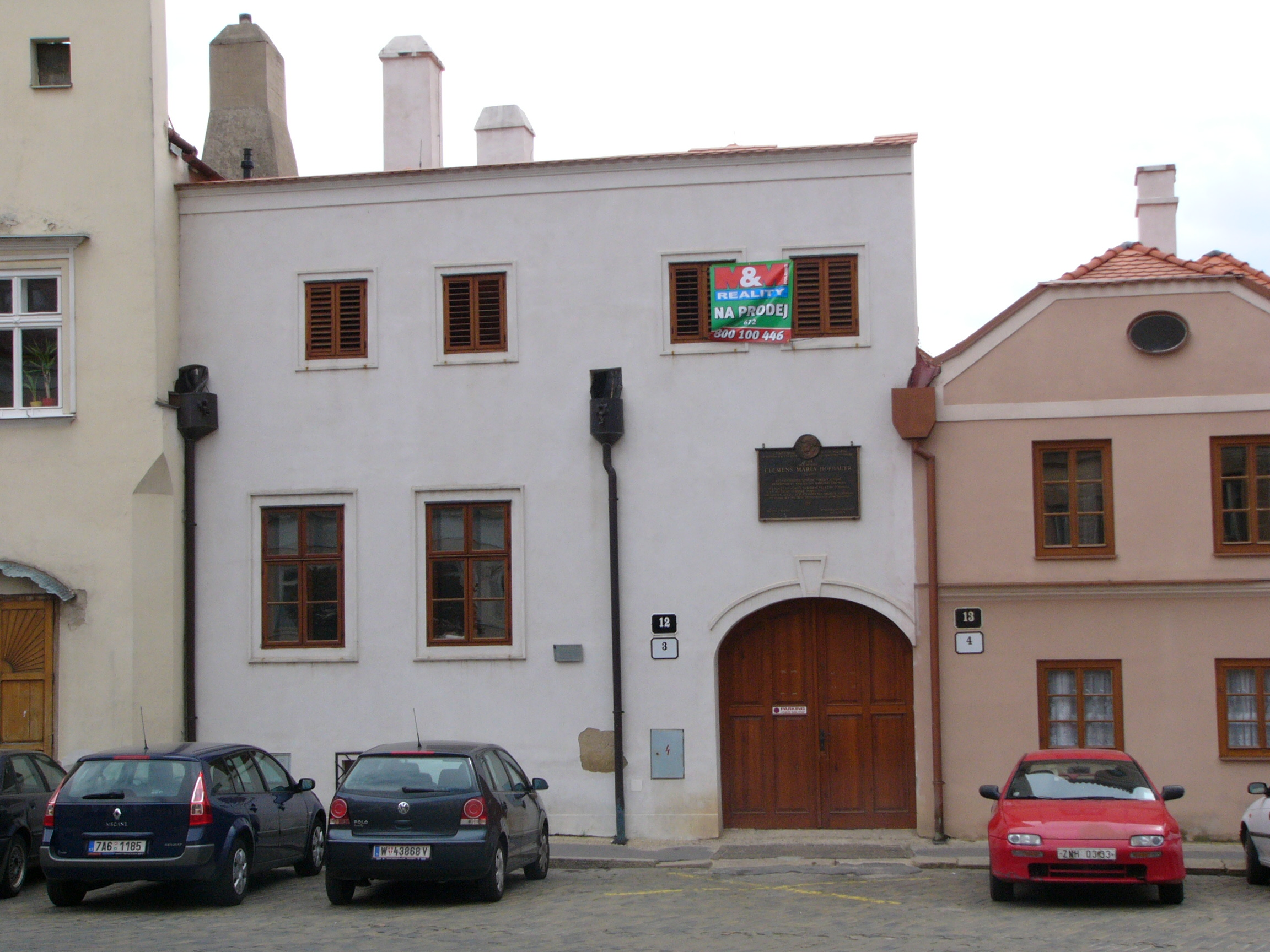
Casa natal a Taßwitz
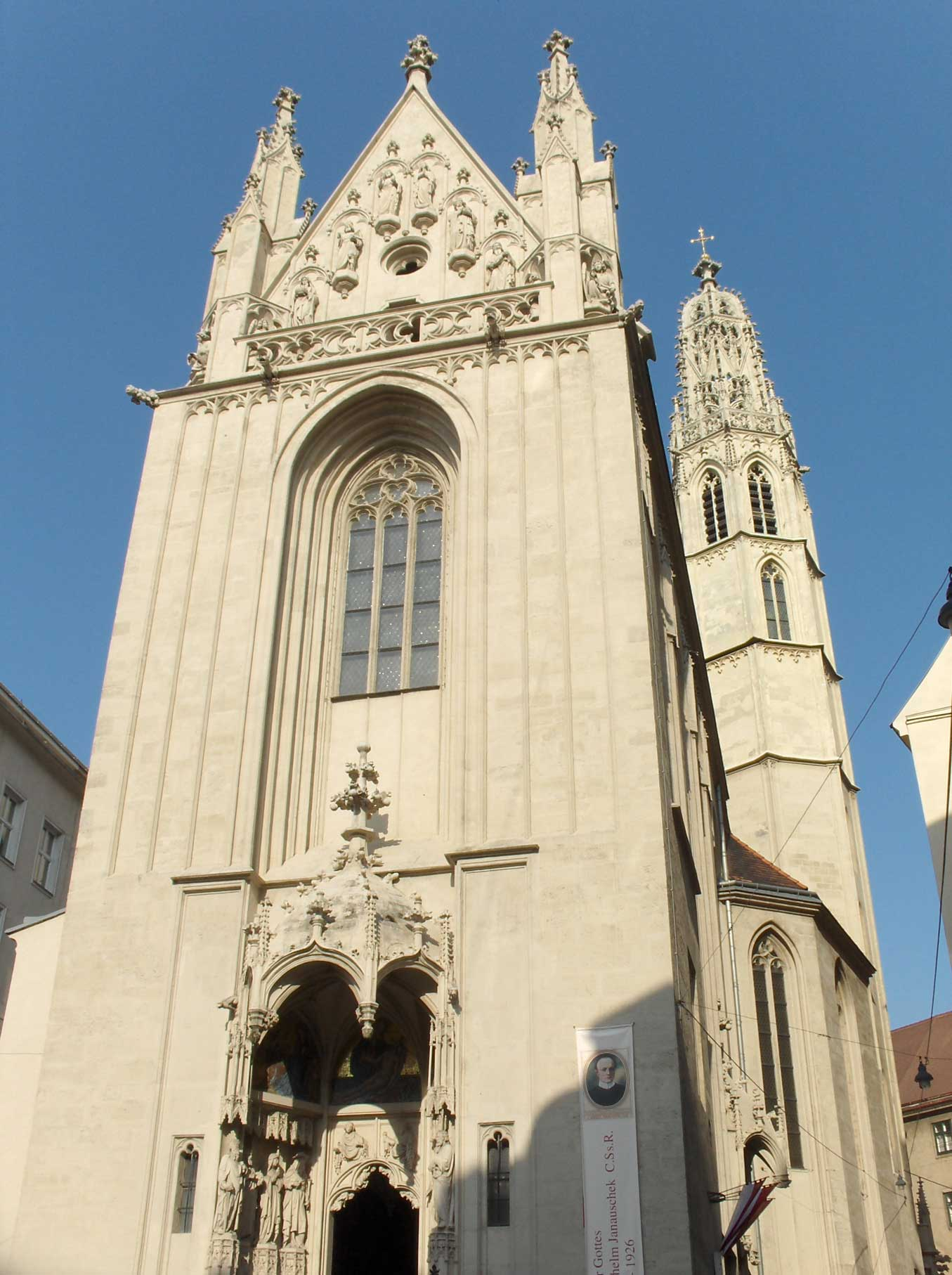
Església de Maria am Gestade (Viena), lloc del seu enterrament
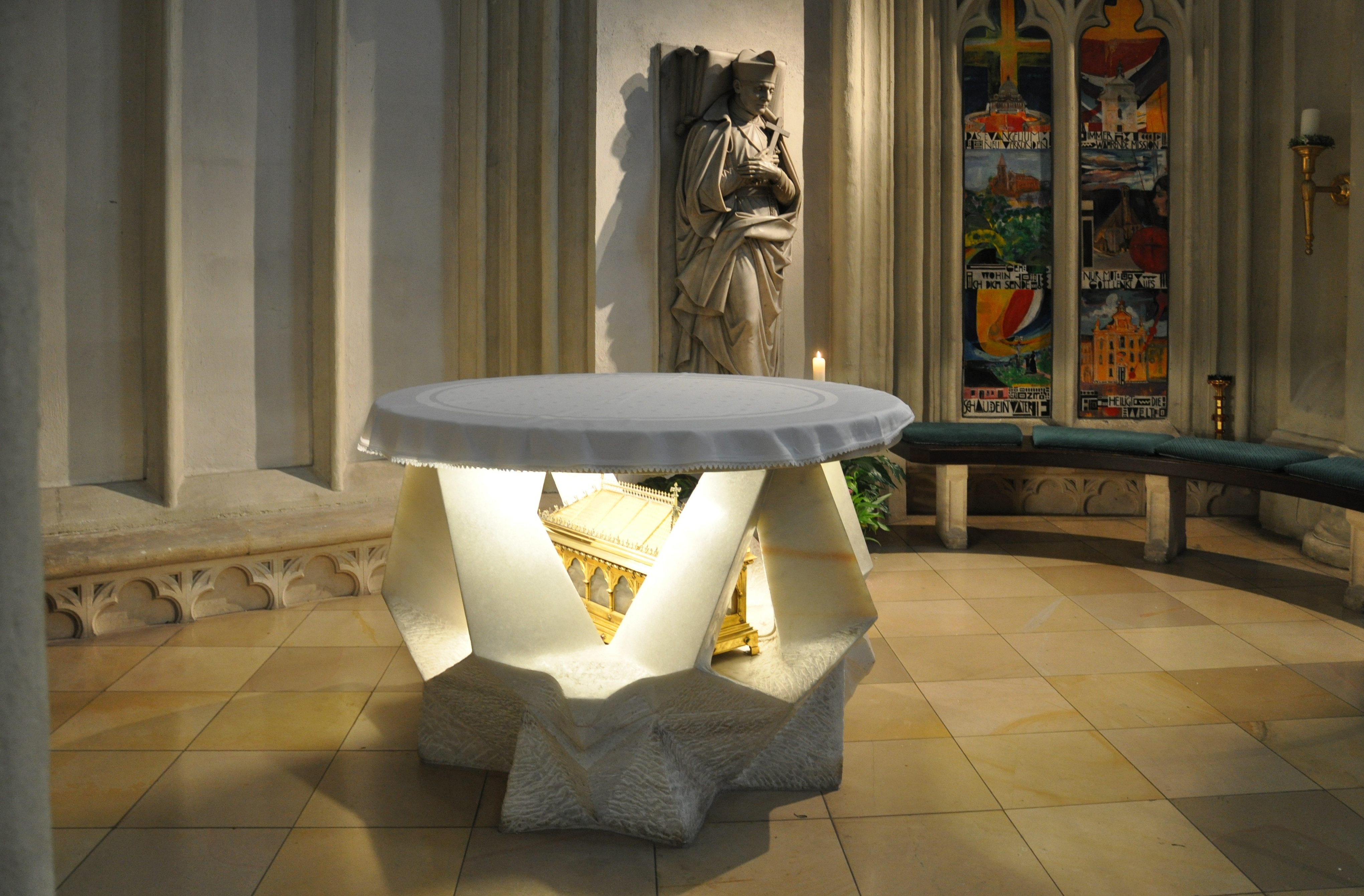
Altar amb el reliquiari i l'escultura del cenotafi